# 봄바디어 레지나
봄바디어 레지나는 스웨덴에서 개발되었고 봄바디어에서 생산하는 전동차이다. 2000년부터 생산되기 시작했으며, 량수나 실내 구성 등이 다른 파생형 X50, X51, X52, X53, X54, X55가 있다. 중국고속철도 CRH1의 기반이다.
DSB ET(SJ X31K) 차량과 기술적으로 유사하지만 전두부와 차체 형상은 다르다. 파생형에 따라서 최고 속도는 다르나, 대개 시속 180-200km 사이이다. 2량, 3량, 4량 1편성이며 최대 3편성까지 중련 운행 가능하다. 차체는 스테인레스 스틸로 만들어졌고, 전 좌석에 냉난방 및 전원 플러그가 있다. 빠른 승하차를 위하여 출입문이 넓다.

## 개발
스웨덴 왕립 공과 대학과 칼마르 제작소, SJ에서는 1990년대 초반 새로운 객차를 개발하기 시작하였다. 주 목적은 광폭 객차와 2층 객차 중 승객을 더 많이 태울 수 있는 경제적인 방법을 찾는 것이었다. 스웨덴에서 사용되었던 폭 3150mm 객차와는 달리, KVAB에서 제작한 시험 객차는 폭 3450mm로 2+3 좌석을 배치할 수 있었다. 개발 단계에서는 3+3도 구상되었다. X1과 같이 폭 3150mm에 2+3 좌석을 배치한 차량도 있었으나, 좌석 폭이 좁아서 장거리용으로는 부적합했다. 스웨덴의 차량 한계인 3400mm보다 살짝 컸으나, 객차 형태를 재조정하여 해결되었다. 실제 생산된 차량은 운영사의 요구에 따라서 정원 수가 다르다.
레지나는 지역 교통용으로 개발되었으며, 일부 지역에서는 통근용으로도 사용한다. SL에서는 레지나를 새로운 통근 열차로 사용하려고 하였으나 가속 성능 때문에 별도의 차량을 발주하였다. 2량 편성의 대차 4개 중 3개만 동력 대차이나, 선택 사항으로 전 대차를 동력 대차로 바꿔서 가속도를 더 빠르게 할 수도 있다. 3상 교류 유도 전동기를 사용하며, VVVF-IGBT로 제어한다.

## 차량

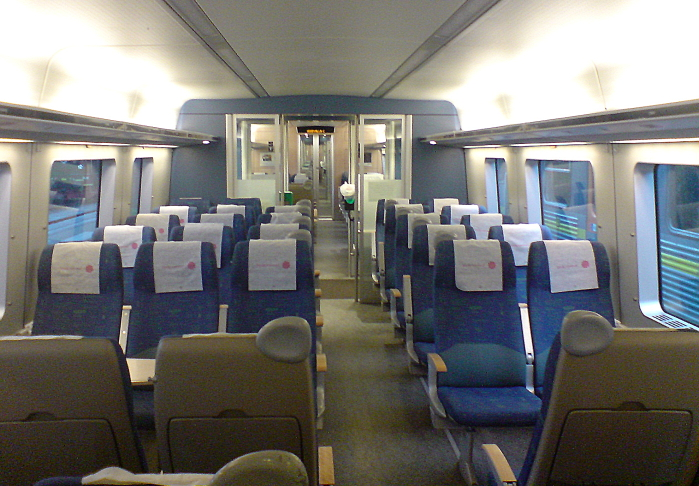
베스트트라픽 소유 레지나 내장재

2량부터 16량까지를 한 편성으로 연결할 수 있고, 제작사 측에서는 중거리 및 장거리용으로 홍보하고 있다. 운영사에 따라서 내장재 구성이 다르며, 좌석 배치는 2+3/3+3이나 2+2/2+3 구성이 주로 사용된다. 최고 속도나 가속도 역시 운영사에 따라서 다르게 발주할 수 있다. 출입문 주변은 저상이며, 차량 내부에는 휠체어 수납 공간이 갖춰져 있다.
스웨덴의 교통 회사에서 주로 사용하며, 대개 스웨덴 국내에서만 운행한다. 칼스타드-오슬로 같은 일부 국제 구간도 레지나로 운행하며, 노르웨이와 스웨덴은 철도 신호와 전압이 동일해서 쉽게 진입할 수 있다.

### 그뢰나 토그
그뢰나 토그는 현재의 X2 차량을 대차할 수 있는 새로운 고속 차량을 개발하는 계획이다. 레지나를 기반으로 하여 주 전동기, 대차, 집전장치, 제동 장치를 개선하였다. 2015년까지 양산형 차량을 생산할 예정이며, 스톡홀름-말뫼 구간도 시속 250km까지 낼 수 있도록 개선할 예정이다. 기술 시험용 차량이기 때문에 영업 운행은 하지 않는다.
2006년 7월 26일 셰브데-퇴레보다 구간에서 레지나의 구성 요소를 개조하여 시속 281km 증속에 성공하였다. 과거 X2 차량의 최고 속도 기록인 시속 276km를 갱신하였다. 2007년 7월 18일에는 같은 구간에서 시속 1km 추가 증속에 성공하였다. 2008년 7월 23일에는 레구마토르프-퇴레보다 구간에서 시속 295km, 2008년 9월 14일에는 셰브데 북부에서 시속 303km까지 증속에 성공하였다.

### X55

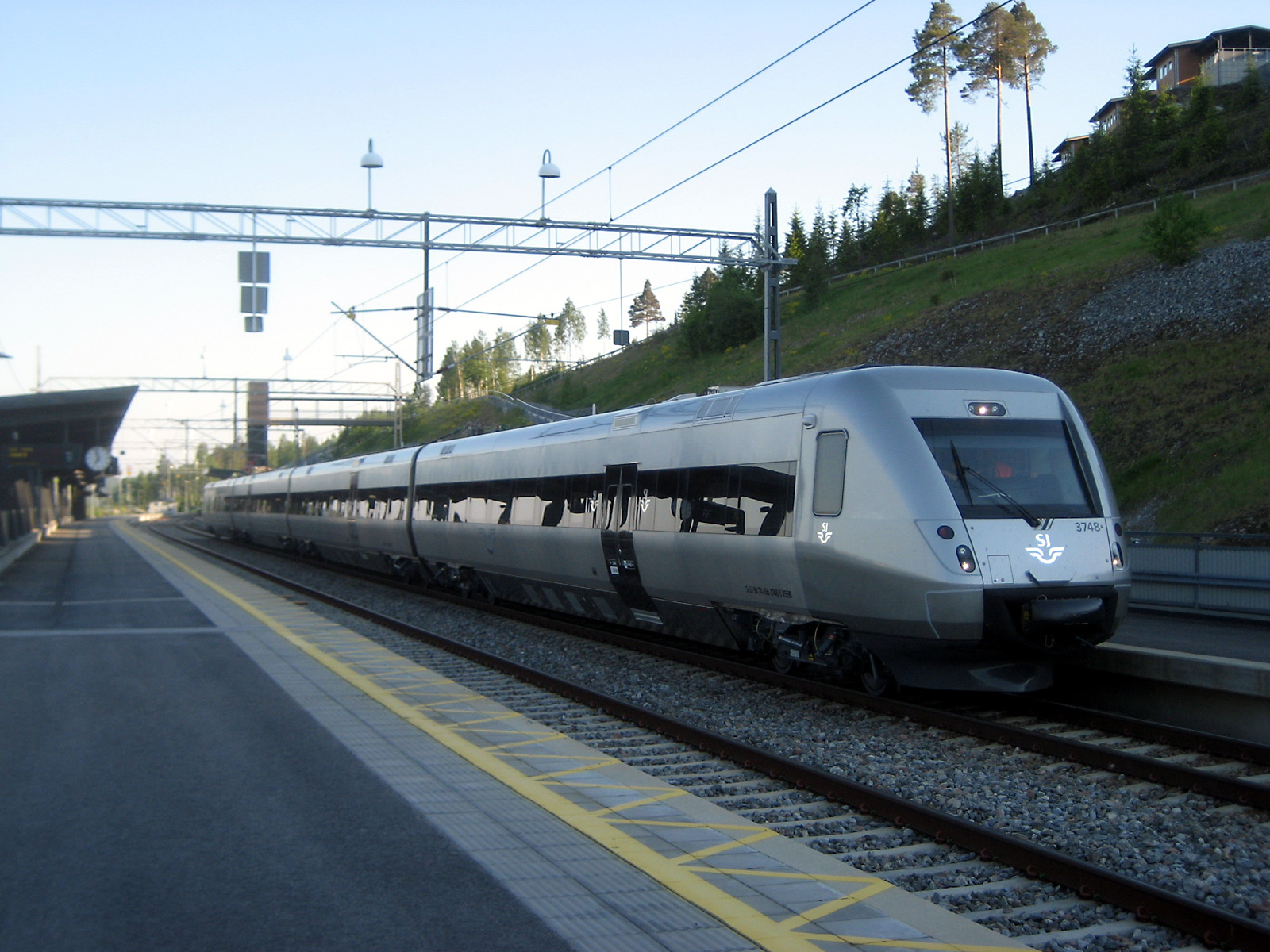
외른셸스비크에서 시험 운행 중인 X55

SJ에서는 2008년 5월 4량 1편성 레지나 20편성을 주문하였다. 이 열차는 기존 장거리 열차처럼 2+2 좌석 배치를 사용하고, 식당칸을 설치하였고, 전장이 더 길다. 주 목적은 X2 차량이 다녔으나 차량의 성능을 전부 활용하기 힘들고 승객 수가 적은 칼스타드/팔룬-스톡홀름과 같은 장거리 구간을 운행할 차량이다. 차량이 반입되면 예테보리/순스발/말뫼-스톡홀름 등 구간에 더 많은 X2 열차를 병결 운행할 수 있다. 제작사 측 호칭은 레지나 인터시티, 반입 후 사용할 공식 명칭은 X55, 고속 서비스 이름은 SJ 3000이다.
기술적인 면은 기존 레지나와 비슷하며, 내장재와 도색은 기존 X2 열차와 비슷하다. SJ 측에서는 X2, X40과 같은 상대적으로 새로운 차량을 발주하여 시험하기보다는 검증된 열차의 개선형을 더 선호하였다. 편성장은 4량 107m, 좌석 수는 245석(1등석 64석)이다. 영업 최고 속도는 시속 200km로 예정되어 있으나, 향후 시속 250km까지 증속할 계획이 있다.
스웨덴과 독일에서 생산이 나누어서 진행되었다. 2010년 4월과 8월에 초기 물량을 반입할 예정이었으며, 2010년 8월 7일 첫 차량이 독일에서 스웨덴으로 시험 운행을 위해 반입되었다. 편성당 가격은 1억 100만 스웨덴 크로나이며, 이후 같은 가격으로 추가 편성을 구입할 수 있는 옵션이 있다. 2011년 봄에 고속 시운전을 진행하였으며, ERTMS 신호 장비가 기존 ATC와의 호환성 문제 및 식당차 디자인 문제로 인하여 반입이 지연되었다. 2012년 1월 27일 SJ 측에서 첫 4편성을 인수하였고, 2012년 2월 6일 순스발-스톡홀름 간 영업 운행을 시작하였다.

## 수출
중국고속철도 CRH1은 레지나를 원형으로 하며, 중국의 차량 한계에 맞게 재설계되었으며, 8량/16량 1편성이다. 스웨덴에서 사용되는 차량보다 200mm 더 좁으며, 8량 기준 편성 정원은 670명이다. 레지나에 사용된 구성 요소는 다른 차량에 사용되기도 한다.

## 같이 보기
- 중국고속철도 CRH1